# Guantang (socken i Kina, Henan, lat 33,78, long 115,44)
Guantang (kinesiska: 观堂, 观堂乡) är en socken i Kina. Den ligger i provinsen Henan, i den centrala delen av landet, omkring 200 kilometer sydost om provinshuvudstaden Zhengzhou.
Genomsnittlig årsnederbörd är 998 millimeter. Den regnigaste månaden är augusti, med i genomsnitt 192 mm nederbörd, och den torraste är januari, med 9 mm nederbörd.